# Mongolia ai Giochi della XXXII Olimpiade
La Mongolia ha partecipato ai Giochi della XXXII Olimpiade, che si sono svolti a Tokyo, Giappone, dal 23 luglio all'8 agosto 2021 (inizialmente previsti dal 24 luglio al 9 agosto 2020 ma posticipati per la pandemia di COVID-19) con quarantatré atleti, diciotto uomini e venticinque donne.
Si è trattato della quattordicesima partecipazione di questo paese ai Giochi estivi.

## Medaglie
| Riepilogo quotidiano | Riepilogo quotidiano | Riepilogo quotidiano | Riepilogo quotidiano | Riepilogo quotidiano | Riepilogo quotidiano |
| -------------------- | -------------------- | -------------------- | -------------------- | -------------------- | -------------------- |
| Giorno               | Data                 |                      |                      |                      | Totale               |
| 1º                   | 24                   | 0                    | 0                    | 1                    | 1                    |
| 3º                   | 26                   | 0                    | 1                    | 0                    | 1                    |
| 4º                   | 27                   | 0                    | 0                    | 1                    | 1                    |
| 14º                  | 6                    | 0                    | 0                    | 1                    | 1                    |
| Totale               | Totale               | 0                    | 1                    | 3                    | 4                    |

| Medaglia | Nome                    | Sport        | Evento           |
| -------- | ----------------------- | ------------ | ---------------- |
| Argento  | Saeid Mollaei           | Judo         | -81 kg maschili  |
| Bronzo   | Mönkhbatyn Urantsetseg  | Judo         | -48 kg femminili |
| Bronzo   | Tsend-Ochir Tsogtbaatar | Judo         | -73 kg maschili  |
| Bronzo   | Bat-Ochiryn Bolortuyaa  | Lotta libera | -53 kg femminili |

## Delegazione
| Sport             | Uomini | Donne | Totale |
| ----------------- | ------ | ----- | ------ |
| Atletica leggera  | 2      | 1     | 3      |
| Judo              | 7      | 5     | 12     |
| Lotta             | 3      | 6     | 9      |
| Nuoto             | 1      | 1     | 2      |
| Pallacanestro     | 0      | 4     | 4      |
| Pugilato          | 2      | 1     | 3      |
| Sollevamento pesi | 0      | 2     | 2      |
| Tennistavolo      | 1      | 1     | 2      |
| Tiro              | 1      | 3     | 4      |
| Tiro con l'arco   | 1      | 1     | 2      |
| Totale            | 18     | 25    | 43     |

## Atletica leggera
| Q | Qualificato al turno successivo per la posizione in qualificazione                                                           |
| q | Qualificato per il turno successivo per ripescaggio o, negli eventi su campo, conquistando la misura minima per qualificarsi |

Maschile
Eventi su pista e strada
| Atleta                      | Evento     | Batteria  | Batteria  | Semifinale | Semifinale | Finale    | Finale    |
| Atleta                      | Evento     | Risultato | Posizione | Risultato  | Posizione  | Risultato | Posizione |
| --------------------------- | ---------- | --------- | --------- | ---------- | ---------- | --------- | --------- |
| Tseveenravdangiin Byambajav | Maratona M | N.D.      | N.D.      | N.D.       | N.D.       |           |           |
| Bat-Ochiryn Ser-Od          | Maratona M | N.D.      | N.D.      | N.D.       | N.D.       |           |           |
| Bayartsogtyn Mönkhzaya      | Maratona F | N.D.      | N.D.      | N.D.       | N.D.       | 2h37'08"  | 45ª       |

## Judo
Maschile
| Atleta                       | Evento    | 16-esimi                             | Ottavi                        | Quarti                             | Semifinali                        | Ripescaggio                 | Med. bronzo                     | Finale                    | Posizione       |
| Atleta                       | Evento    | Avversario Risultato                 | Avversario Risultato          | Avversario Risultato               | Avversario Risultato              | Avversario Risultato        | Avversario Risultato            | Avversario Risultato      | Posizione       |
| ---------------------------- | --------- | ------------------------------------ | ----------------------------- | ---------------------------------- | --------------------------------- | --------------------------- | ------------------------------- | ------------------------- | --------------- |
| Amartuvshin Dashdavaa        | -60 kg M  | T. Tsjakadoea (NLD) P (002-102)      | non qualificato               | non qualificato                    | non qualificato                   | non qualificato             | non qualificato                 | non qualificato           | non qualificato |
| Yondonperenlein Baskhüü      | -66 kg M  | Bye                                  | D. Minkou (BLR) W (10-00)     | H. Abe (JPN) P (00-01)             | non qualificato                   | M. Lombardo (ITA) P (00-10) | non qualificato                 | non qualificato           | 7º              |
| Tsend-Ochir Tsogtbaatar      | -73 kg    | M. Bah (GUI) W (100-000)             | C. Bessi (MON) W (110-001)    | A. Gjakova (KOS) W (111-001)       | S. Ōno (JPN) P (002-111)          | Bye                         | A. Margelidon (CAN) W (100-000) | non qualificato           | Bronzo          |
| Saeid Mollaei                | -81 kg    | D. Khamza (KAZ) W (100-000)          | M. Fatiyev (AZE) W (010-000)  | T. Grigalashvili (GEO) W (010-001) | S. Borchashvili (AUT) W (100-000) | Bye                         | Bye                             | T. Nagase (JPN) P (00-01) | Argento         |
| Gantulgyn Altanbagana        | -90 kg M  | N. Sherazadishvili (ESP) P (000-010) | non qualificato               | non qualificato                    | non qualificato                   | non qualificato             | non qualificato                 | non qualificato           | non qualificato |
| Lkhagvasürengiin Otgonbaatar | -100 kg M | G. Minaškin (EST) W (010-000)        | P. Paltchik (ISR) P (000-010) | non qualificato                    | non qualificato                   | non qualificato             | non qualificato                 | non qualificato           | non qualificato |
| Ölziibayaryn Düürenbayar     | +100 kg M | B. Oltiboev (UZB) P (000-010)        | non qualificato               | non qualificato                    | non qualificato                   | non qualificato             | non qualificato                 | non qualificato           | non qualificato |

Femminile
| Atleta                  | Evento | 16-esimi                          | Ottavi                       | Quarti                       | Semifinali                    | Ripescaggio          | Med. bronzo                | Finale               | Posizione       |
| Atleta                  | Evento | Avversario Risultato              | Avversario Risultato         | Avversario Risultato         | Avversario Risultato          | Avversario Risultato | Avversario Risultato       | Avversario Risultato | Posizione       |
| ----------------------- | ------ | --------------------------------- | ---------------------------- | ---------------------------- | ----------------------------- | -------------------- | -------------------------- | -------------------- | --------------- |
| Mönkhbatyn Urantsetseg  | −48 kg | Bye                               | M. Vargas (CHI) W (100-000)  | S. Rishony (ISR) W (110-000) | D. Krasniqi (KOS) P (002-102) | Bye                  | C. Costa (PRT) W (100-000) | non qualificata      | Bronzo          |
| Sosorbaram Lkhagvasuren | −52 kg | D. Keldiyorova (UZB) V (100-0000) | F. Kocher (CHE) P (000-111)  | non qualificata              | non qualificata               | non qualificata      | non qualificata            | non qualificata      | non qualificata |
| Dorjsürengiin Sumiyaa   | −57 kg | K. Kajzer (SVN) P (000-102)       | non qualificata              | non qualificata              | non qualificata               | non qualificata      | non qualificata            | non qualificata      | non qualificata |
| Gankhaich Bold          | −63 kg | P. Aviti (MEX) V (100-000)        | K. Quadros (BRA) P (000-010) | non qualificata              | non qualificata               | non qualificata      | non qualificata            | non qualificata      | non qualificata |
| Otgony Mönkhtsetseg     | −78 kg | I. Lanir (ISR) P (000-100)        | non qualificata              | non qualificata              | non qualificata               | non qualificata      | non qualificata            | non qualificata      | non qualificata |

Misto
| Atleta | Evento        | Ottavi                | Quarti               | Semifinali           | Ripescaggio          | Med. bronzo          | Finale               | Posizione |
| Atleta | Evento        | Avversario Risultato  | Avversario Risultato | Avversario Risultato | Avversario Risultato | Avversario Risultato | Avversario Risultato | Posizione |
| --- | ------------- | --------------------- | -------------------- | -------------------- | -------------------- | -------------------- | -------------------- | --------- |
| Ölziibayaryn Düürenbayar Dorjsürengiin Sumiyaa Tsend-Ochir Tsogtbaatar Gankhaich Bold Otgony Mönkhtsetseg Saeid Mollaei | Squadre miste | Corea del Sud W (4-1) | Squadre miste        | ROC P (2-4)          | non qualificati      | Germania P (2-4)     | non qualificati      | 7º        |

## Nuoto
| Atleta                 | Gara                            | Batterie | Batterie | Semifinali      | Semifinali      | Finale          | Finale          |
| Atleta                 | Gara                            | Tempo    | Pos.     | Tempo           | Pos.            | Tempo           | Pos.            |
| ---------------------- | ------------------------------- | -------- | -------- | --------------- | --------------- | --------------- | --------------- |
| Myagmaryn Delgerkhüü   | 50 m stile libero maschili      | 24"63    | 48º      | non qualificato | non qualificato | non qualificato | non qualificato |
| Batbayaryn Enkhkhüslen | 50 metri stile libero femminili | 27"29    | 51ª      | non qualificata | non qualificata | non qualificata | non qualificata |

## Pallacanestro

### Pallacanestro 3x3
| Squadra             | Torneo        | Girone               | Girone               | Girone               | Girone               | Girone               | Girone               | Girone               | Girone | Quarti               | Semifinali           | Finale               | Pos.            |
| Squadra             | Torneo        | Avversario Punteggio | Avversario Punteggio | Avversario Punteggio | Avversario Punteggio | Avversario Punteggio | Avversario Punteggio | Avversario Punteggio | Pos.   | Avversario Punteggio | Avversario Punteggio | Avversario Punteggio | Pos.            |
| ------------------- | ------------- | -------------------- | -------------------- | -------------------- | -------------------- | -------------------- | -------------------- | -------------------- | ------ | -------------------- | -------------------- | -------------------- | --------------- |
| Nazionale femminile | 3x3 femminile | Italia P 14-15       | Stati Uniti P 9-21   | Giappone P 10-19     | ROC P 5–21           | Romania P 14-22      | Francia P 18-22      | Cina P 9-21          | 8ª     | non qualificate      | non qualificate      | non qualificate      | non qualificate |

## Pugilato
| Atleta                   | Evento             | Sedicesimi                  | Ottavi di finale             | Quarti di finale             | Semifinali           | Finale               | Pos.            |
| Atleta                   | Evento             | Avversario Risultato        | Avversario Risultato         | Avversario Risultato         | Avversario Risultato | Avversario Risultato | Pos.            |
| ------------------------ | ------------------ | --------------------------- | ---------------------------- | ---------------------------- | -------------------- | -------------------- | --------------- |
| Erdenebatyn Tsendbaatar  | Piuma m (-57 kg)   | N. Okoth (KEN) V (3-2)      | Nguyễn V. (VIE) V (5-0)      | A. Batyrgaziev (ROC) P (2-0) | non qualificato      | non qualificato      | non qualificato |
| Baatarsükhiin Chinzorig  | Leggeri M (-63 kg) | E. Abduraimov (UZB) P (1-4) | non qualificato              | non qualificato              | non qualificato      | non qualificato      | non qualificato |
| Mönkhbatyn Myagmarjargal | Medi F (-75 kg)    | Bye                         | L. Price (GBR sport) P (0-5) | non qualificata              | non qualificata      | non qualificata      | non qualificata |

## Sollevamento pesi
| Atleta                       | Evento | Strappo   | Strappo    | Slancio   | Slancio    | Totale | Classifica |
| Atleta                       | Evento | Risultato | Classifica | Risultato | Classifica | Totale | Classifica |
| ---------------------------- | ------ | --------- | ---------- | --------- | ---------- | ------ | ---------- |
| Mönkhjantsangiin Ankhtsetseg | -87 kg | 110       | 5          | 142       | 3          | 252    | 4º         |
| Erdenebatyn Bilegsaikhan     | +87 kg | 85        | 13         | 122       | 12         | 207    | 12º        |

## Tiro con l'arco
| Atleta                     | Evento                | Round di qualificazione | Round di qualificazione | 32-esimi                  | 16-esimi                  | Ottavi                    | Quarti                    | Semifinali                | Finale/ Finale per il bronzo | Pos.            |
| Atleta                     | Evento                | Punteggio               | Seed                    | Avversario Seed Punteggio | Avversario Seed Punteggio | Avversario Seed Punteggio | Avversario Seed Punteggio | Avversario Seed Punteggio | Avversario Seed Punteggio    | Pos.            |
| -------------------------- | --------------------- | ----------------------- | ----------------------- | ------------------------- | ------------------------- | ------------------------- | ------------------------- | ------------------------- | ---------------------------- | --------------- |
| Baatarkhuyagiin Otgonbold  | Individuale maschile  | 646                     | 54º                     | Li J. (CHN) P (4-6)       | non qualificato           | non qualificato           | non qualificato           | non qualificato           | non qualificato              | non qualificato |
| Bishindeegiin Urantungalag | Individuale femminile | 614                     | 58ª                     | A. Yamauchi (JPN) P (2-6) | non qualificata           | non qualificata           | non qualificata           | non qualificata           | non qualificata              | non qualificata |

Misti
| Atleta                                               | Evento        | Round di qualificazione | Round di qualificazione | 32-esimi                  | 16-esimi                  | Ottavi                    | Quarti                    | Semifinali                | Finale/ Finale per il bronzo | Pos.            |
| Atleta                                               | Evento        | Punteggio               | Seed                    | Avversario Seed Punteggio | Avversario Seed Punteggio | Avversario Seed Punteggio | Avversario Seed Punteggio | Avversario Seed Punteggio | Avversario Seed Punteggio    | Pos.            |
| ---------------------------------------------------- | ------------- | ----------------------- | ----------------------- | ------------------------- | ------------------------- | ------------------------- | ------------------------- | ------------------------- | ---------------------------- | --------------- |
| Bishindeegiin Urantungalag Baatarkhuyagiin Otgonbold | Squadre miste | 1260                    | 27º                     | N.D.                      | N.D.                      | non qualificati           | non qualificati           | non qualificati           | non qualificati              | non qualificati |

## Tiro a segno/volo
| Atleta                                        | Evento                                 | Qualificazione | Qualificazione | Finale          | Finale          |
| Atleta                                        | Evento                                 | Punteggio      | Classifica     | Punteggio       | Classifica      |
| --------------------------------------------- | -------------------------------------- | -------------- | -------------- | --------------- | --------------- |
| Enkhtaivany Davaakhüü                         | Pistola 10 m aria compressa maschile   | 577            | 12º            | non qualificato | non qualificato |
| Enkhtaivany Davaakhüü                         | Pistola 25 m automatica maschile       | 565            | 23º            | non qualificato | non qualificato |
| Otrjadyn Gündėgmaa                            | Pistola 10 m aria compressa femminile  | 568            | 30º            | non qualificata | non qualificata |
| Otrjadyn Gündėgmaa                            | Pistola 25 m femminile                 | 578            | 26º            | non qualificata | non qualificata |
| Oyuunbatyn Yesügen                            | Carabina 10 m aria compressa femminile | 624.0          | 25º            | non qualificata | non qualificata |
| Oyuunbatyn Yesügen                            | Carabina 50 m 3 posizioni femminile    | 1158-45x       | 27º            | non qualificata | non qualificata |
| Tsolmonbaataryn Anudari                       | Pistola 10 m aria compressa femminile  | 576            | 9º             | non qualificata | non qualificata |
| Tsolmonbaataryn Anudari                       | Pistola 25 m femminile                 | 572            | 34º            | non qualificata | non qualificata |
| Tsolmonbaataryn Anudari Enkhtaivany Davaakhüü | Pistola 10 m aria compressa squadre    | 571            | 13º            | non qualificati | non qualificati |